# Planungsregion Allgäu
Die Planungsregion Allgäu ist eine von insgesamt 18 Planungsregionen des Freistaates Bayern mit ca. 483.600 Einwohnern (Stand: 31. Dezember 2016).

## Struktur

Planungsregion 16: Allgäu

Die Planungsregion umfasst im Wesentlichen den bayerischen Abschnitt des Allgäu und liegt im Süden des Regierungsbezirks Schwaben. Über 80 % der Gästeübernachtungen im Bezirk entfallen auf die Planungsregion Allgäu.
Mitglieder des Regionalen Planungsverbands Allgäu sind die Kreisfreien Städte  Kempten und Kaufbeuren sowie die Landkreise Oberallgäu, Lindau und Ostallgäu sowie deren Gemeinden.
Oberzentren der Region sind  Kempten, Kaufbeuren, Lindau(/Bregenz) und Sonthofen/Immenstadt im Allgäu, Mittelzentren sind Buchloe, Füssen, Lindenberg im Allgäu, Marktoberdorf und Oberstdorf.

## Geschichte
1972 erfolgte die Einteilung des Freistaates Bayern in 18 Planungsregionen auf Grundlage des Bayerischen Landesplanungsgesetzes von 1970. Der Regionale Planungsverband entstand am 1. April 1973. Die Geschäftsstelle, die ursprünglich bei der Stadt Kempten angesiedelt war, befindet sich seit dem Jahr 2010 bei der Stadt Kaufbeuren. Aktueller Verbandsvorsitzender ist der Oberbürgermeister der Stadt Kaufbeuren Stefan Bosse.